# Spragueia plumbeata
Spragueia plumbeata là một loài bướm đêm trong họ Noctuidae.